# گیل (تگزاس)
گیل، تگزاس (به انگلیسی: Gail, Texas) یک منطقهٔ مسکونی در ایالات متحده آمریکا است که در تگزاس واقع شده‌است.

## خصوصیات
گیل ۵٫۲۳ کیلومترمربع مساحت و ۲۳۱ نفر جمعیت دارد و ۷۷۹٫۰۸ متر بالاتر از سطح دریا واقع شده‌است.

## نگارخانه

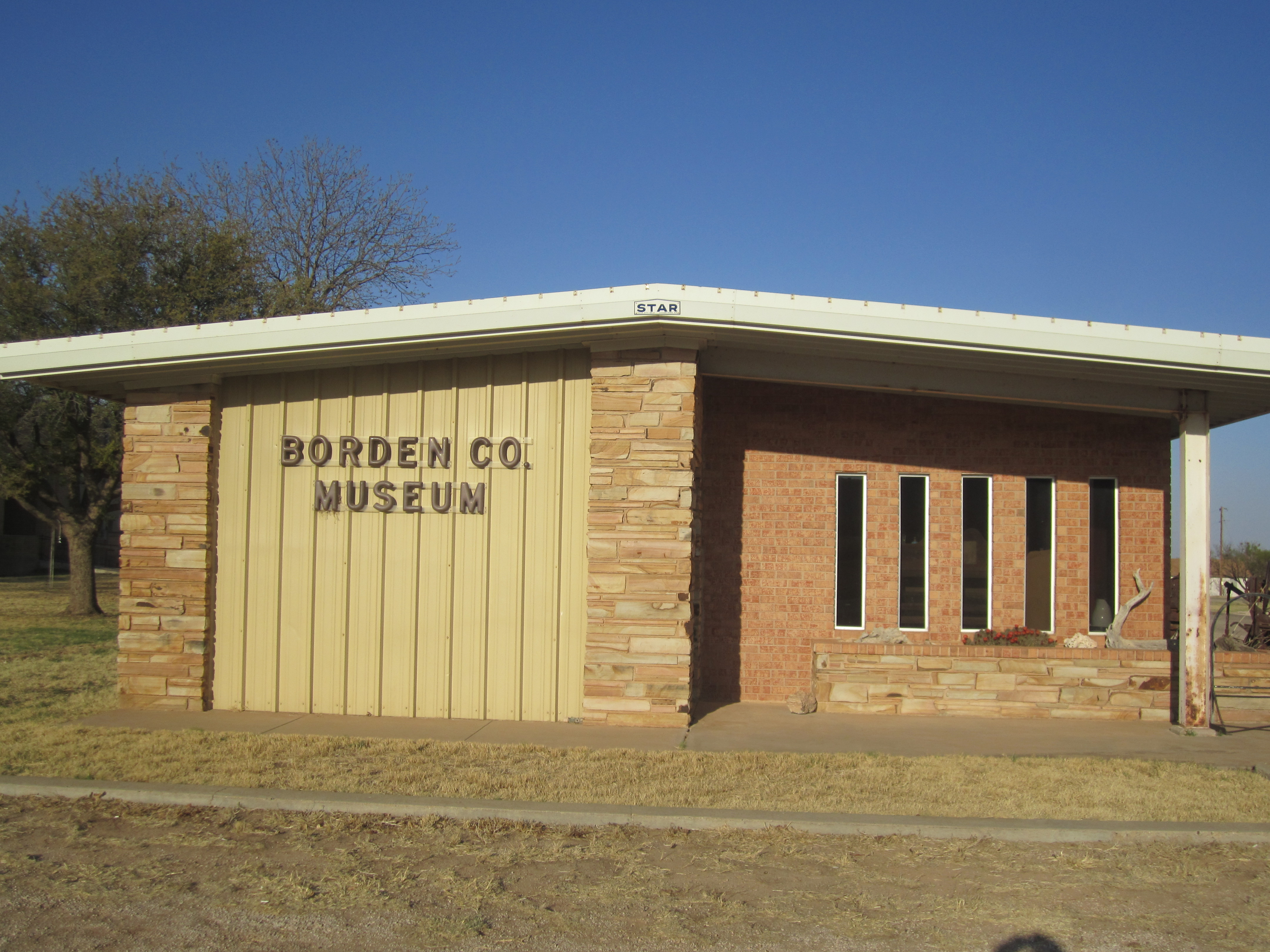
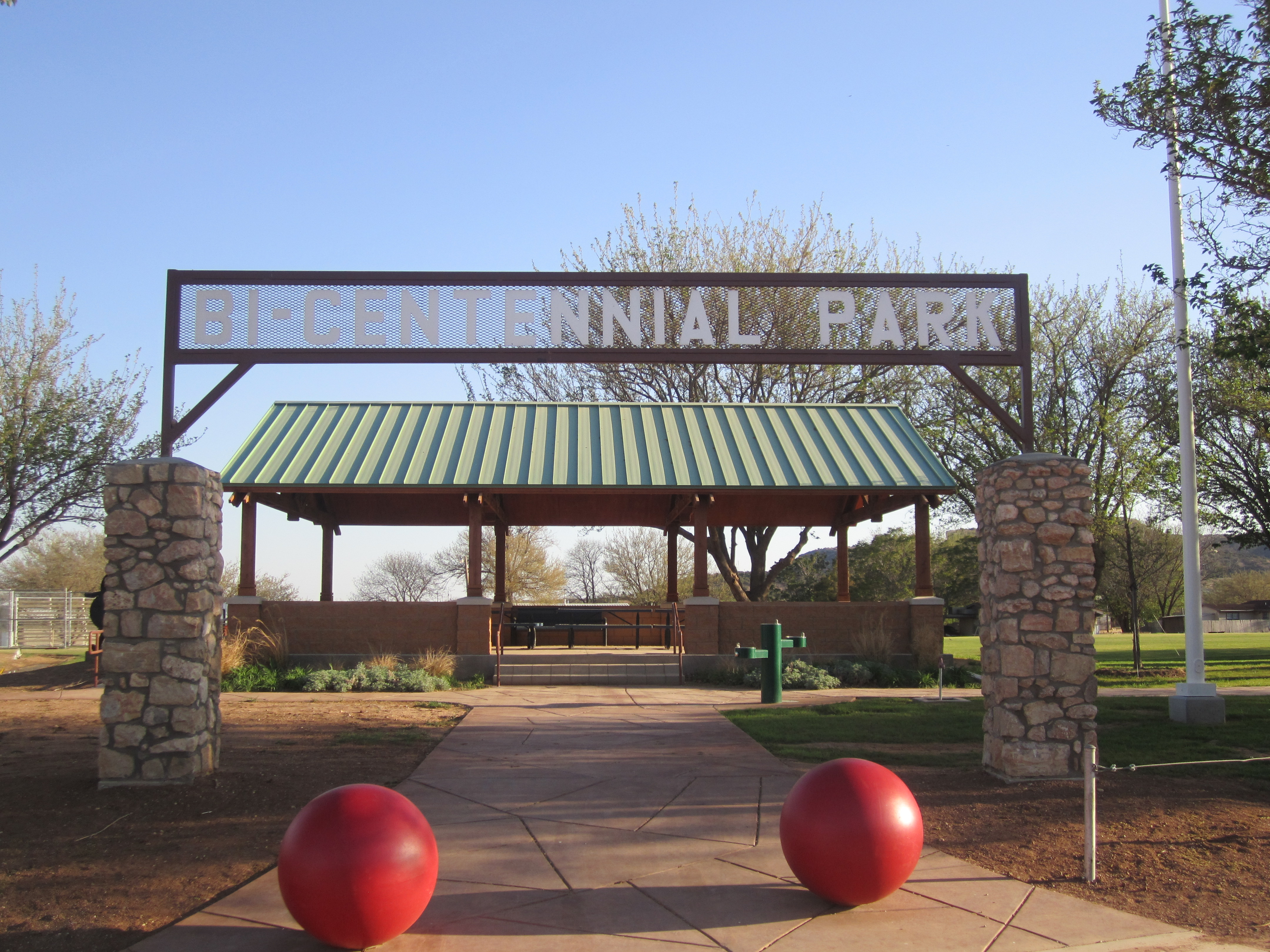
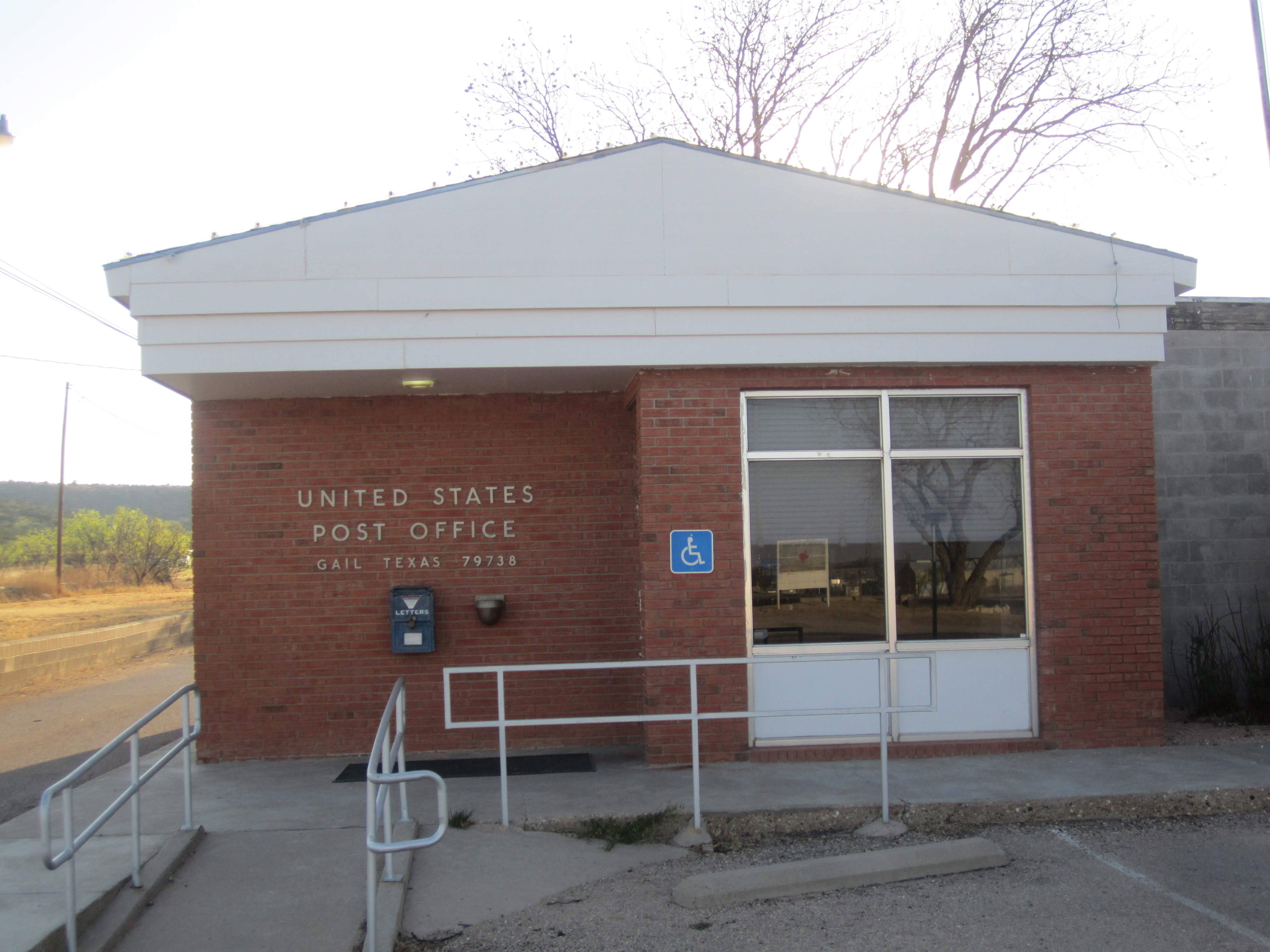
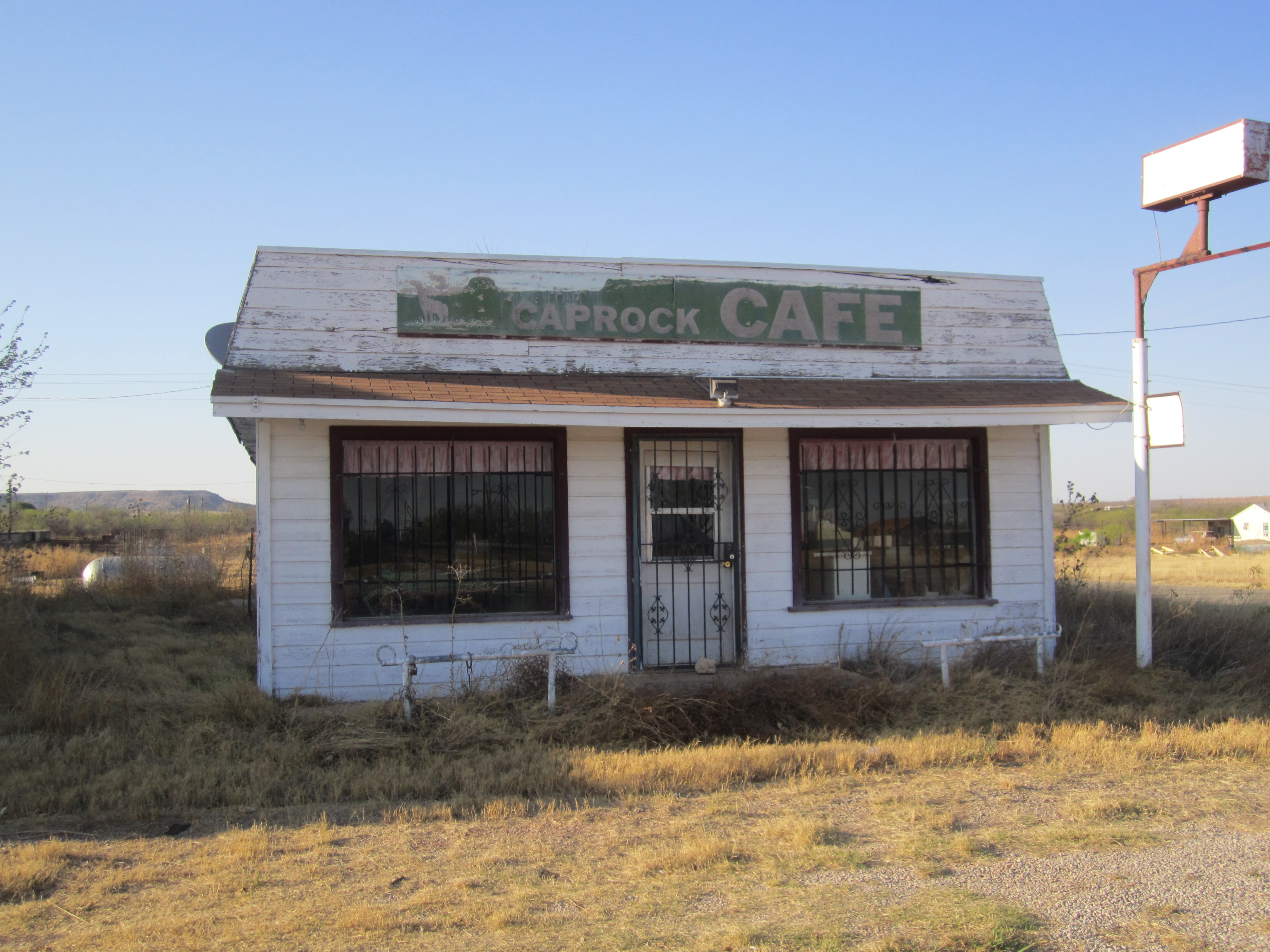